# Masako Yoshida
Masako Yoshida (jap. 吉田 雅子, Yoshida Masako) ist eine ehemalige japanische Fußballspielerin.

## Karriere
Yoshida absolvierte ihr erstes Länderspiel für die japanischen Nationalmannschaft am 9. September 1981 gegen Italien.